# Зеленово (Калининградская область)
Зеленово — посёлок в Полесском городском округе Калининградской области России. До 2017 года входил в состав Залесовского сельского поселения.

## География
Посёлок Зеленово расположен на малой реке под названием Залесинка, у места её слияния с рекой Швентой и начала Головкинского канала (бассейна Немонина), также отдельные части застройки — у канала, отходящего в сторону Швенты от Залесинки (чуть выше места их слияния), одноимённого с последней; примерное расстояние от районного центра, города Полесска — 19 км по прямой к востоку, от областного центра, города Калининграда — 56 км по прямой к востоко-северо-востоку; в нескольких километрах к юго-востоку находится ближайшая железнодорожная станция Залесье, расположенная в одноимённом населённом пункте.

## История
Населённый пункт относится к исторической области древней Пруссии именем Надровия.
Основан в 1828 году местным жителем по имени Гиллель Янкель Финкельштейн, который после победы над Наполеоном приобрёл у прусской казны имение Меляукен в сельском округе Лабиау. Выделив землю под новое поселение, он назвал его Минхенвальде (буквально «лес Минхен») в честь своей маленькой дочери.
В 1938 году властями гитлеровской Германии Минхенвальде был переименован в Линденхорст.
По итогам Второй мировой войны Линденхорст вкупе с северной частью Восточной Пруссии передан СССР, в 1946 году был переименован в посёлок Зеленово.
Современное Зеленово также включает в себя части бывших немецких округов Пиплин (нем. Piplin) и Тимберхафен (нем. Timberhafen) — Пиплин, Левенберг, Штурмагиррен, Ауервальде.

## Население
| 2002 | 2010 |
| ---- | ---- |
| 50   | ↘32  |